# ترانه‌شناسی علیرضا قربانی
ترانه‌شناسی علیرضا قربانی شامل فهرستی از آلبوم‌ها، تک‌آهنگ‌ها، تیتراژهای فیلم و سریال و سایر آثار علیرضا قربانی خواننده موسیقی ایرانی است.

وی کار خود را از سال ۱۳۷۸ و با خوانندگی در ارکستر ملی ایران به رهبری فرهاد فخرالدینی آغاز کرد.
اولین آلبوم رسمی با نام «اشتیاق» (که نام اولین قطعه از قطعات این آلبوم است) با اجرای آثاری از فرهاد فخرالدینی، توسط ارکستر ملی ایران و نیز به عنوان اولین آلبوم ارکستر ملی منتشر شد.
تاکنون ۲۲ آلبوم از وی منتشر شده که از این تعداد بیشترین همکاری را با فرهاد فخرالدینی (۳ آلبوم: «کیف انگلیسی»، «اشتیاق» و «سرود کتاب و سرود دانش») و مهیار علیزاده (۳ آلبوم: «حریق خزان»، «دخت پری‌وار» و «افسانه چشمهایت») داشته است.
وی همچنین خوانندگی تیتراژ ۱۵ سریال، ۵ فیلم سینمایی و ۲ مستند را بر عهده داشته که از این تعداد نیز بیشترین همکاری را با فردین خلعتبری (۶ سریال) داشته است.

## آلبوم‌ها

### آلبوم موسیقی متن کیف انگلیسی (۱۳۷۸)
آلبوم کیف انگلیسی که موسیقی متن سریالی به همین نام است، در سال ۱۳۷۸ با آهنگسازی و تنظیم فرهاد فخرالدینی توسط انتشارات سروش منتشر گردید. طبق دفترچه آلبوم، فخرالدینی حداقل از ۴ قطعه بهره برده و آنها را به اشکال مختلف تنظیم و استفاده کرده است: رنگ اصفهان (پریچهر و پریزاد) از درویش خان، پیش‌درآمد اصفهان از رضا محجوبی، والس از موسیولومر و تصنیف گشته خزان با آهنگسازی عباس شاپوری.
| شماره      | نام        | مدت   |
| ---------- | ---------- | ----- |
| ۱.         | «قطعه ۱»   | ۰۲:۲۶ |
| ۲.         | «قطعه ۲»   | ۰۱:۵۱ |
| ۳.         | «قطعه ۳»   | ۰۲:۴۸ |
| ۴.         | «قطعه ۴»   | ۰۲:۵۹ |
| ۵.         | «قطعه ۵»   | ۰۲:۳۳ |
| ۶.         | «قطعه ۶»   | ۰۶:۱۳ |
| ۷.         | «قطعه ۷»   | ۰۳:۳۹ |
| ۸.         | «قطعه ۸»   | ۰۲:۱۶ |
| ۹.         | «قطعه ۹»   | ۰۱:۲۲ |
| ۱۰.        | «قطعه ۱۰»  | ۰۲:۵۴ |
| ۱۱.        | «قطعه ۱۱»  | ۰۲:۰۵ |
| ۱۲.        | «قطعه ۱۲»  | ۰۱:۲۶ |
| ۱۳.        | «قطعه ۱۳»  | ۰۳:۴۰ |
| ۱۴.        | «قطعه ۱۴»  | ۰۲:۱۳ |
| ۱۵.        | «قطعه ۱۵»  | ۰۳:۰۱ |
| ۱۶.        | «قطعه ۱۶»  | ۰۲:۰۱ |
| ۱۷.        | «قطعه ۱۷»  | ۰۴:۱۱ |
| ۱۸.        | «قطعه ۱۸»  | ۰۱:۵۸ |
| ۱۹.        | «قطعه ۱۹»  | ۰۲:۴۶ |
| ۲۰.        | «قطعه ۲۰»  | ۰۲:۳۳ |
| ۲۱.        | «قطعه ۲۱»  | ۰۲:۱۵ |
| ۲۲.        | «قطعه ۲۲»  | ۰۱:۱۱ |
| مجموع مدت: | مجموع مدت: | ۵۶:۳۱ |

### اشتیاق (۱۳۸۳/۱۳۷۹)
آلبوم اشتیاق در سال ۱۳۷۹/۱۳۸۳ با آهنگسازی فرهاد فخرالدینی بر روی اشعاری از فخرالدین عراقی و فریدون مشیری به عنوان اولین آلبوم ارکستر ملی ایران و همچنین اولین آلبوم رسمی این هنرمند توسط انتشارات سروش منتشر گردید و در زمان انتشار با استقبال مواجهه شد و جزو پرفروش‌ترین آثار موسیقی سنتی قرار گرفت. این آلبوم در دستگاه شور و آواز ابوعطا اجرا شده.
| شماره      | نام                                        | سراینده        | مدت   |
| ---------- | ------------------------------------------ | -------------- | ----- |
| ۱.         | «تصنیف اشتیاق»                             | فریدون مشیری   | ۰۶:۲۲ |
| ۲.         | «ساز و آواز»                               | فریدون مشیری   | ۱۶:۴۶ |
| ۳.         | «بی کلام» (قطعه بی کلام تصنیف اشتیاق)      |                | ۰۶:۲۴ |
| ۴.         | «مقدمه ارکستر» (غزل شماره ۲۵۱)             | فخرالدین عراقی | ۱۶:۱۶ |
| ۵.         | «تصنیف ارکستر» (غزل شماره ۲۵۳ ۲۶۶ ۲۶۵ ۲۶۴) | فخرالدین عراقی | ۱۳:۱۴ |
| مجموع مدت: | مجموع مدت:                                 | مجموع مدت:     | ۵۹:۰۲ |

### آلبوم موسیقی متن شب دهم (۱۳۸۲)
آلبوم شب دهم که موسیقی متن سریالی به همین نام است، در سال ۱۳۸۲ با آهنگسازی فردین خلعتبری بر روی اشعار افشین یداللهی توسط انتشارات سروش منتشر گردید. این قطعات در مایهٔ دستگاه نوا ساخته شده‌اند.
| شماره      | نام                                                                    | سراینده       | مدت   |
| ---------- | ---------------------------------------------------------------------- | ------------- | ----- |
| ۱.         | «شب دهم» (تیتراژ پایانی)                                               | افشین یداللهی | ۲:۴۹  |
| ۲.         | «قطعه ۲»                                                               |               | ۰:۵۹  |
| ۳.         | «قطعه ۳»                                                               |               | ۰:۳۰  |
| ۴.         | «قطعه ۴»                                                               |               | ۰:۳۱  |
| ۵.         | «قطعه ۵»                                                               |               | ۱:۰۷  |
| ۶.         | «قطعه ۶»                                                               |               | ۳:۰۸  |
| ۷.         | «قطعه ۷»                                                               |               | ۱:۳۱  |
| ۸.         | «قطعه ۸»                                                               |               | ۵:۰۸  |
| ۹.         | «قطعه ۹»                                                               |               | ۹:۲۷  |
| ۱۰.        | «قطعه ۱۰»                                                              |               | ۱:۰۳  |
| ۱۱.        | «قطعه ۱۱»                                                              |               | ۱:۴۸  |
| ۱۲.        | «قطعه ۱۲»                                                              |               | ۱:۰۸  |
| ۱۳.        | «قطعه ۱۳»                                                              |               | ۰:۵۰  |
| ۱۴.        | «قطعه ۱۴» (شامل تیتراژ ابتدایی، آوازهای یک شب دلی و به سوگ من نشسته‌ای) | افشین یداللهی | ۲۳:۴۱ |
| ۱۵.        | «قطعه ۱۵»                                                              |               | ۱:۳۹  |
| مجموع مدت: | مجموع مدت:                                                             | مجموع مدت:    | ۵۵:۱۷ |

### آلبوم سرود کتاب و سرود دانش (۱۳۸۳)
آلبوم سرود کتاب و سرود دانش مشتمل بر دو قطعهٔ سرود کتاب از شفیعی کدکنی و سرود دانش از احمد جلالی به آهنگسازی فرهاد فخرالدینی است که ابتدا به مناسبت افتتاح ساختمان جدید کتابخانه ملی ایران در تاریخ ۱۱ اسفند ۱۳۸۳ توسط ارکستر ملی ایران به رهبری فخرالدینی اجرا شدند. سپس به دلیل استقبال از قطعات، آلبوم آنها توسط سازمان اسناد و کتابخانه ملی به دو صورت باکلام و بی‌کلام منتشر شد.
| شماره | نام                   | سراینده     | مدت   |
| ----- | --------------------- | ----------- | ----- |
| ۱.    | «سرود کتاب»           | شفیعی کدکنی | ۰۲:۲۶ |
| ۲.    | «سرود دانش»           | احمد جلالی  | ۰۴:۱۹ |
| ۳.    | «سرود کتاب (بی کلام)» |             | ۰۲:۲۶ |
| ۴.    | «سرود دانش (بی کلام)» |             | ۰۴:۲۸ |

### از خشت و خاک (۱۳۸۴)
آلبوم از خشت و خاک در مرداد ۱۳۸۴ با آهنگسازی صادق چراغی به مناسبت بزرگداشت فردوسی بر روی اشعاری از وی با اجرای گروه ایل به تهیه کنندگی بنیاد رودکی توسط مؤسسه آوای باربد منتشر گردید.
| شماره      | نام                        | سراینده    | مدت   |
| ---------- | -------------------------- | ---------- | ----- |
| ۱.         | «از خاک (روایت اول)»       |            | ۰۲:۵۸ |
| ۲.         | «خروش سواران (روایت دوم)»  |            | ۰۲:۵۳ |
| ۳.         | «ایران زمین»               | فردوسی     | ۰۷:۱۹ |
| ۴.         | «بحر دمان (روایت سوم)»     |            | ۰۴:۳۶ |
| ۵.         | «باد و باران»              |            | ۰۴:۲۶ |
| ۶.         | «نم ابر (روایت جهارم)»     |            | ۰۱:۱۰ |
| ۷.         | «غم مهر (مقدمه بوی مهر)»   |            | ۰۷:۵۳ |
| ۸.         | «تصنیف بوی مهر»            | فردوسی     | ۰۹:۴۳ |
| ۹.         | «که من عاشقم (روایت پنجم)» |            | ۰۰:۵۱ |
| ۱۰.        | «بدخشان»                   |            | ۰۲:۰۳ |
| ۱۱.        | «با ناز تو (دوضربی)»       |            | ۰۱:۴۳ |
| ۱۲.        | «نشیب و فراز (روایت ششم)»  |            | ۰۳:۰۰ |
| ۱۳.        | «گنج راز»                  |            | ۰۱:۲۸ |
| ۱۴.        | «تصنیف چرخ پیر»            | فردوسی     | ۰۸:۵۷ |
| ۱۵.        | «خروش تبیره (روایت هفتم)»  |            | ۰۵:۲۵ |
| ۱۶.        | «تا خشت (تصنیف بهار)»      | فردوسی     | ۰۴:۵۱ |
| مجموع مدت: | مجموع مدت:                 | مجموع مدت: | ۵۰:۰۰ |

### آلبوم فصل باران (۱۳۸۵)
آلبوم فصل باران در تابستان ۱۳۸۴ ضبط و در ۲۷ تیر ۱۳۸۵ با آهنگسازی مجید درخشانی بر روی اشعاری از رهی معیری، ادیب پیشاوری، مولوی، شفیعی کدکنی، سعدی، عطار نیشابوری و فریدون مشیری با اجرای گروه خورشید منتشر شد. این اثر به صورت همزمان و گروهی اجرا و ضبط شده و تمامی قطعات آن در دستگاه همایون هستند.
| شماره      | نام                                                     | سراینده       | مدت   |
| ---------- | ------------------------------------------------------- | ------------- | ----- |
| ۱.         | «تصنیف ساغر هستی» (غزل ساغر هستی)                       | رهی معیری     | ۰۶:۰۹ |
| ۲.         | «درآمد به همراه سنتور»                                  | ادیب پیشاوری  | ۰۳:۲۵ |
| ۳.         | «چهار مضراب همایون و تصنیف فصل باران» (غزل شماره ۱۲ ۱۳) | مولوی         | ۰۷:۰۲ |
| ۴.         | «بیداد»                                                 |               | ۰۳:۴۱ |
| ۵.         | «تصنیف حتی به روزگاران»                                 | شفیعی کدکنی   | ۰۵:۰۹ |
| ۶.         | «بیداد به همراه سه تار» (غزل شماره ۱۶)                  | سعدی          | ۰۳:۰۹ |
| ۷.         | «قطعه شوشتری» (غزل شماره ۶۸۳)                           | عطار نیشابوری | ۱۱:۳۳ |
| ۸.         | «تصنیف شوشتری» (غزل شماره ۱۳۷۰)                         | مولوی         | ۰۲:۳۴ |
| ۹.         | «عشاق به همراه نی» (غزل شماره ۲۲۱۹)                     | سعدی          | ۰۴:۰۵ |
| ۱۰.        | «نوروز»                                                 | فریدون مشیری  | ۰۳:۱۱ |
| مجموع مدت: | مجموع مدت:                                              | مجموع مدت:    | ۵۰:۰۵ |

### روی در آفتاب (۱۳۸۶)
آلبوم روی در آفتاب در پاییز سال ۱۳۸۶ با آهنگسازی صادق چراغی به مناسبت هشتصدمین سالگرد تولد مولانا بر روی اشعاری از وی با روایت پرویز بهرام در دو لوح فشرده توسط بنیاد رودکی منتشر شد و در ۲۱ دی ۱۳۹۴ مجدداً بازنشر گردید. این دومین همکاری وی و صادق چراغی پس از آلبوم از خشت و خاک است. قطعات آلبوم در دستگاه‌های نوا، شور، ماهور و گام‌های مقامی تنبور ساخته شده‌اند. این آلبوم در بازنشر همچنین جزو پرفروش‌ترین آلبوم‌های سایت بیپ تونز قرار گرفت.
| فصل بهار / دستگاه نوا | فصل بهار / دستگاه نوا                                  | فصل بهار / دستگاه نوا | فصل بهار / دستگاه نوا |
| شماره                 | نام                                                    | سراینده               | مدت                   |
| --------------------- | ------------------------------------------------------ | --------------------- | --------------------- |
| ۱.                    | «به چله»                                               |                       | ۰۴:۴۲                 |
| ۲.                    | «به سوگ (هم نوازان بالابان)»                           |                       | ۰۵:۱۴                 |
| ۳.                    | «به شوریدن (تصنیف من غلام قمرم)» (غزل شماره ۲۲۱۹ ۲۲۱۷) | مولوی                 | ۰۵:۵۹                 |

| فصل تابستان / دستگاه شور | فصل تابستان / دستگاه شور                 | فصل تابستان / دستگاه شور | فصل تابستان / دستگاه شور |
| شماره                    | نام                                      | سراینده                  | مدت                      |
| ------------------------ | ---------------------------------------- | ------------------------ | ------------------------ |
| ۱.                       | «به دریا (تک نوازان بالابان)»            |                          | ۰۵:۲۵                    |
| ۲.                       | «به راه (تک نوازی، دوتار جنوب خراسان)»   |                          | ۰۱:۵۹                    |
| ۳.                       | «به خاک (تصنیف برگذری)» (غزل شماره ۲۴۵۵) | مولوی                    | ۱۱:۲۷                    |
| ۴.                       | «به نای (هم نوازان بالابان)»             |                          | ۰۳:۴۳                    |
| ۵.                       | «به نقش (تک نوازی، دوتار جنوب خراسان)»   |                          | ۰۲:۱۵                    |
| ۶.                       | «به رود (هم نوازی رباب‌ها)»               |                          | ۰۷:۰۷                    |

| فصل پاییز / دستگاه ماهور | فصل پاییز / دستگاه ماهور                        | فصل پاییز / دستگاه ماهور | فصل پاییز / دستگاه ماهور |
| شماره                    | نام                                             | سراینده                  | مدت                      |
| ------------------------ | ----------------------------------------------- | ------------------------ | ------------------------ |
| ۱.                       | «به شکوفه‌ها (تک نوازی، دوتار جنوب خراسان)»      |                          | ۰۲:۳۱                    |
| ۲.                       | «به رسم هزاران»                                 |                          | ۰۲:۵۸                    |
| ۳.                       | «به روی یار (تک نوازی، دوتار جنوب خراسان)»      |                          | ۰۱:۵۹                    |
| ۴.                       | «به آفتابم (تصنیف آفتاب)» (غزل شماره ۱۶۲۱ ۱۶۲۶) | مولوی                    | ۰۷:۰۸                    |

| فصل زمستان / دستگاه شور بر اساس گام‌های مقامی تنبور | فصل زمستان / دستگاه شور بر اساس گام‌های مقامی تنبور | فصل زمستان / دستگاه شور بر اساس گام‌های مقامی تنبور | فصل زمستان / دستگاه شور بر اساس گام‌های مقامی تنبور |
| شماره                                              | نام                                                | سراینده                                            | مدت                                                |
| -------------------------------------------------- | -------------------------------------------------- | -------------------------------------------------- | -------------------------------------------------- |
| ۱.                                                 | «به روشنی (تک نوازی تنبور)»                        |                                                    | ۰۳:۱۶                                              |
| ۲.                                                 | «به خفتگان (آواز)» (غزل شماره ۷۷۹)                 | مولوی                                              | ۰۴:۳۲                                              |
| ۳.                                                 | «به شب»                                            | مولوی                                              | ۰۵:۰۰                                              |
| ۴.                                                 | «به چاه (هم نوازی بالابان و تنبور)»                |                                                    | ۰۲:۳۲                                              |
| ۵.                                                 | «به ماه (آواز)» (غزل شماره ۷۸۰ ۷۷۹)                | مولوی                                              | ۰۲:۱۵                                              |
| ۶.                                                 | «بی گاه شد (تصنیف)» (غزل شماره ۵۲۵)                | مولوی                                              | ۱۱:۳۵                                              |
| ۷.                                                 | «به مستی»                                          |                                                    | ۰۲:۱۷                                              |
| ۸.                                                 | «به پایان»                                         |                                                    | ۰۴:۱۳                                              |

### آلبوم سوگواران خموش (۱۳۸۶)
آلبوم سوگواران خموش در سال ۱۳۸۵ طی چندین کنسرت در داخل و خارج از کشور با آهنگسازی پژمان طاهری بر روی اشعاری از شهریار، محمدرضا شفیعی کدکنی، محمدتقی بهار و فریدون مشیری و هوشنگ ابتهاج توسط گروه ایرانی اجرا و در سال ۱۳۸۶ در قالب آلبوم منتشر شدند. آلبوم به‌طور زنده از کنسرت‌ها ضبط شده و تمامی قطعات آن در دستگاه همایون هستند. این اثر همچنین یکی از آلبوم‌های پرفروش موسیقی کلاسیک ایرانی در سال ۱۳۸۶ بود.
| شماره      | نام                               | سراینده             | آهنگساز            | مدت   |
| ---------- | --------------------------------- | ------------------- | ------------------ | ----- |
| ۱.         | «مقدمه»                           |                     | پژمان طاهری        | ۰۵:۵۱ |
| ۲.         | «ساز و آواز»                      | هوشنگ ابتهاج        |                    | ۰۸:۲۱ |
| ۳.         | «تصنیف ایران» (سرود ملی در ماهور) | ملک الشعری بهار     | غلامحسین درویش خان | ۰۳:۳۷ |
| ۴.         | «ساز و آواز»                      | هوشنگ ابتهاج        |                    | ۰۴:۰۶ |
| ۵.         | «ضربی معکوس»                      |                     | پژمان طاهری        | ۰۳:۱۰ |
| ۶.         | «ساز و آواز»                      | هوشنگ ابتهاج        |                    | ۰۷:۵۶ |
| ۷.         | «تصنیف سرباز جهار»                | شهریار              | پژمان طاهری        | ۰۴:۴۱ |
| ۸.         | «ساز و آواز»                      | هوشنگ ابتهاج        |                    | ۰۲:۲۸ |
| ۹.         | «تصنیف سوگواران خموش»             | محمدرضا شفیعی کدکنی | پژمان طاهری        | ۰۴:۲۳ |
| مجموع مدت: | مجموع مدت:                        | مجموع مدت:          | مجموع مدت:         | ۴۴:۳۷ |

### سرو روان (۱۳۸۷)
آلبوم سرو روان در اسفند ۱۳۸۷ با آهنگسازی علی قمصری بر روی اشعاری از حافظ، سعدی، مجذوب تبریزی (مجذوب علیشاه) منتشر شد.
| شماره      | نام                              | سراینده      | مدت   |
| ---------- | -------------------------------- | ------------ | ----- |
| ۱.         | «پیش‌درآمد»                       |              | ۰۹:۲۲ |
| ۲.         | «درآمد چکاوک»                    |              | ۰۲:۲۸ |
| ۳.         | «تصنیف سرو روان» (غزل شماره ۳۴۵) | حافظ         | ۰۸:۱۴ |
| ۴.         | «ضربی غوغا»                      |              | ۰۶:۴۳ |
| ۵.         | «تصنیف آتش»                      | مجذوب تبریزی | ۰۵:۵۱ |
| ۶.         | «تکنوازی بیداد»                  |              | ۰۳:۳۸ |
| ۷.         | «تصنیف ساقی» (غزل شماره ۳۸۹)     | سعدی         | ۰۶:۰۸ |
| ۸.         | «تصنیف موج»                      | مجذوب تبریزی | ۰۸:۲۸ |
| مجموع مدت: | مجموع مدت:                       | مجموع مدت:   | ۵۰:۵۵ |

### منظومه‌های سمفونیک (۱۳۸۷)
آلبوم منظومه‌های سمفونیک در اسفند ۱۳۸۷ با آهنگسازی هوشنگ کامکار و با همکاری ارسلان کامکار و همخوانی صبا کامکار بر روی اشعاری از مولوی توسط انتشارات نی داوود منتشر شد.
| شماره      | نام                                          | سراینده       | خواننده                    | مدت   |
| ---------- | -------------------------------------------- | ------------- | -------------------------- | ----- |
| ۱.         | «پوئم سمفونی مولوی» ((به مناسبت سال مولانا)) | مولوی         | علیرضا قربانی              | ۲۵:۰۱ |
| ۲.         | «پوئم سمفونی کردی»                           | اشعار فولکلور | ارسلان کامکار / صبا کامکار | ۱۵:۲۷ |
| ۳.         | «پوئم سمفونی بهاران»                         |               |                            | ۱۹:۱۶ |
| مجموع مدت: | مجموع مدت:                                   | مجموع مدت:    | مجموع مدت:                 | ۵۹:۴۵ |

### رسوای زمانه (۱۳۸۸)
آلبوم 'رسوای زمانه در سال ۱۳۸۶ ضبط و در ۱۸ خرداد ۱۳۸۸ با آهنگسازی همایون خرم بر روی اشعاری از بهادر یگانه، تورج نگهبان، حافظ و مولوی توسط آوای باربد منتشر شد.
| شماره      | نام                                  | سراینده           | مدت   |
| ---------- | ------------------------------------ | ----------------- | ----- |
| ۱.         | «راز دل»                             | بهادر یگانه       | ۰۷:۲۴ |
| ۲.         | «از من بگذر»                         | بهادر یگانه       | ۰۵:۵۸ |
| ۳.         | «قند پارسی» (غزل شماره ۲۲۵)          | حافظ              | ۰۷:۰۶ |
| ۴.         | «آواز ماهور» (غزل شماره ۳۳۱)         | حافظ              | ۱۲:۵۵ |
| ۵.         | «رسوای زمانه» (مقدمه: مثنوی شماره ۱) | مولوی/تورج نگهبان | ۰۸:۱۸ |
| ۶.         | «بداهه نوازی ویلن مخالف سه گاه»      |                   | ۰۶:۱۵ |
| ۷.         | «فراق» (غزل شماره ۲۹۷)               | حافظ              | ۰۷:۰۱ |
| مجموع مدت: | مجموع مدت:                           | مجموع مدت:        | ۵۵:۰۰ |

### قاف عشق (۱۳۸۸)
آلبوم قاف عشق در ۱۳۸۸ با آهنگسازی اسحاق چگینی، حمیدرضا خبازی و علیرضا قربانی بر روی اشعاری از مولوی و هوشنگ ابتهاج توسط انتشارات سروش منتشر شد. قطعات این آلبوم در دستگاه نوا و دشتی هستند. این آلبوم همچنین در سال ۲۰۱۰ با نام Les chants brûlés توسط Accords croises در فرانسه نیز منتشر شد. در سال ۱۳۸۹ این آلبوم از طرف خانه موسیقی به عنوان آلبوم برگزیده سال شناخته شد.
| شماره | نام                                    | سراینده      | آهنگساز       | تنظیم کننده                 | مدت   |
| ----- | -------------------------------------- | ------------ | ------------- | --------------------------- | ----- |
| ۱.    | «موج»                                  |              | اسحاق چگینی   | اسحاق چگینی                 | ۰۷:۱۷ |
| ۲.    | «تصنیف غلام قمر» (غزل شماره ۲۲۱۹)      | مولوی        | علیرضا قربانی | اسحاق چگینی / حمیدرضا خبازی | ۰۷:۴۴ |
| ۳.    | «ساز و آواز نوا» (غزل شماره ۱۷۸۶)      | مولوی        |               |                             | ۱۱:۵۸ |
| ۴.    | «تصنیف پریزاد» (غزل شماره ۱۵۲۰)        | مولوی        | علیرضا قربانی | سعید هنرمند                 | ۰۶:۵۹ |
| ۵.    | «تکنوازی تاز»                          |              |               |                             | ۰۳:۰۳ |
| ۶.    | «شب تا سحر» (غزل شماره ۱۷۸۶ ۱۷۸۷)      | مولوی        | حمیدرضا خبازی | حمیدرضا خبازی               | ۰۷:۵۰ |
| ۷.    | «ساز و آواز دشتی» (غزل شماره ۱۷۹۸)     | مولوی        |               |                             | ۰۷:۰۵ |
| ۸.    | «تصنیف در عاشقی» (غزل شماره ۱۳۷۲ ۱۳۷۱) | مولوی        | علیرضا قربانی | اسحاق چگینی / حمیدرضا خبازی | ۰۵:۵۶ |
| ۹.    | «فرود از دشتی به نوا»                  |              |               |                             | ۰۵:۵۲ |
| ۱۰.   | «تصنیف کهربا»                          | هوشنگ ابتهاج | حمیدرضا خبازی | حمیدرضا خبازی               | ۱۲:۰۶ |

### کنسرت بزرگداشت رودکی (۱۳۸۸)
قطعات این آلبوم ابتدا در تاریخ‌های ۱۰٬۹ و ۱۱ آذر ۱۳۸۷ به مناسبت بزرگداشت رودکی با آهنگسازی سعید خاور نژاد بر روی اشعاری از وی با اجرای گروه هزار آینه در کنسرت تالار وحدت اجرا شدند. سپس در ۱۳ دی ۱۳۸۸ آلبوم این کنسرت به صورت صوتی و تصویری توسط بنیاد رودکی منتشر شد.
| بخش نخست (سه گاه) | بخش نخست (سه گاه)                                   | بخش نخست (سه گاه) | بخش نخست (سه گاه) | بخش نخست (سه گاه) |
| شماره             | نام                                                 | سراینده           | آهنگساز           | مدت               |
| ----------------- | --------------------------------------------------- | ----------------- | ----------------- | ----------------- |
| ۱.                | «پیش‌درآمد سوار»                                     |                   | سعید خاور نژاد    | ۰۳:۳۴             |
| ۲.                | «ساز و آواز» (قصیده شماره ۴)                        | رودکی             | سعید خاور نژاد    | ۰۷:۳۰             |
| ۳.                | «تصنیف دریغ» (قصیده شماره ۲۲)                       | رودکی             | سعید خاور نژاد    | ۰۵:۱۷             |
| ۴.                | «قطعه ضربی آشیان و چهار مضراب سکوت» (قطعه شماره ۱۸) | رودکی             | سعید خاور نژاد    | ۰۹:۴۰             |
| ۵.                | «تکنوازی نی»                                        |                   | سعید خاور نژاد    | ۰۲:۵۲             |
| ۶.                | «تصنیف جهان فسوس» (قصیده شماره ۲۶)                  | رودکی             | سعید خاور نژاد    | ۰۸:۰۵             |

| بخش دوم (همایون) | بخش دوم (همایون)                         | بخش دوم (همایون) | بخش دوم (همایون) | بخش دوم (همایون) |
| شماره            | نام                                      | سراینده          | آهنگساز          | مدت              |
| ---------------- | ---------------------------------------- | ---------------- | ---------------- | ---------------- |
| ۱.               | «تصنیف کاروان» (قصیده شماره ۷۴)          | رودکی            | سعید خاور نژاد   | ۰۷:۳۰            |
| ۲.               | «ساز و آواز»                             | شهید بلخی        | سعید خاور نژاد   | ۰۶:۱۵            |
| ۳.               | «قطعه ضربی چکاوک و ادامه آواز»           | شهید بلخی        | کوهیار باباییان  | ۰۴:۲۴            |
| ۴.               | «تصنیف حال سائل» (قطعه شماره ۸۰)         | رودکی            | سعید خاور نژاد   | ۰۴:۵۳            |
| ۵.               | «چهار مضراب بیداد»                       |                  | کوهیار باباییان  | ۰۲:۲۶            |
| ۶.               | «قطعه یاد و آواز شوشتری» (رباعی شماره ۸) | رودکی            | سعید خاور نژاد   | ۰۶:۴۱            |
| ۷.               | «تصنیف راز» (قصیده شماره ۲)              | رودکی            | سعید خاور نژاد   | ۰۵:۳۰            |

### جلوه گل (۱۳۹۰)
آلبوم جلوه گل (به انگلیسی: Calligraphies vocales - Vocal Calligraphy - The Art of Classical Persian Song) با آهنگسازی و تار داریوش طلایی و تمبک جمشید شمیرانی بر روی اشعاری از شاعران کهن و معاصر ابتدا در سال ۱۳۸۳ (۲۰۰۴) به شکل کنسرت در فرانسه اجرا شدند. در همین سال کمپانی Accords croises آلبومی از اجرای زنده این قطعات با نام خطاطی آواز (به فرانسوی: Calligraphies Vocales: l'art du Chant Classique Persan) را در فرانسه منتشر کرد. چند سال بعد، در فروردین ۱۳۹۰ این آلبوم با عنوان جلوه گل توسط مؤسسه آوای باربد در ایران منتشر شد. آلبوم در دو بخش منتشر شده، بخش اول آن در دستگاه آواز ابوعطا و بخش دوم در دستگاه همایون است.
| بخش نخست: ابوعطا | بخش نخست: ابوعطا                   | بخش نخست: ابوعطا | بخش نخست: ابوعطا | بخش نخست: ابوعطا |
| شماره            | نام                                | سراینده          | آهنگساز          | مدت              |
| ---------------- | ---------------------------------- | ---------------- | ---------------- | ---------------- |
| ۱.               | «درآمد ابوعطا»                     |                  | داریوش طلایی     | ۰۰:۴۰            |
| ۲.               | «پیش‌درآمد»                         |                  | داریوش طلایی     | ۰۲:۵۲            |
| ۳.               | «ادامه پیش‌درآمد»                   |                  | داریوش طلایی     | ۰۲:۴۵            |
| ۴.               | «درآمد ابوعطا ۲» (غزل شماره ۲۲۶)   | حافظ             | داریوش طلایی     | ۰۴:۲۵            |
| ۵.               | «چهار مضراب»                       |                  | داریوش طلایی     | ۰۱:۰۱            |
| ۶.               | «ادامه درآمد» (غزل شماره ۲۲۶)      | حافظ             | داریوش طلایی     | ۰۰:۴۹            |
| ۷.               | «بسته نگار»                        |                  | داریوش طلایی     | ۰۰:۵۴            |
| ۸.               | «جامه دران» (غزل شماره ۲۲۶)        | حافظ             | داریوش طلایی     | ۰۲:۱۸            |
| ۹.               | «حجاز»                             |                  | داریوش طلایی     | ۰۰:۲۴            |
| ۱۰.              | «چهارمضراب حجاز»                   |                  | داریوش طلایی     | ۰۱:۰۸            |
| ۱۱.              | «ادامه حجاز»                       | حافظ             | داریوش طلایی     | ۰۳:۵۳            |
| ۱۲.              | «اوج و چهار مضراب»                 | حافظ             | داریوش طلایی     | ۰۰:۵۳            |
| ۱۳.              | «فرود به ابوعطا» (غزل شماره ۲۲۶)   | حافظ             | داریوش طلایی     | ۰۲:۳۸            |
| ۱۴.              | «تصنیف نسیم سحر» (تصنیف در ابوعطا) | ملک الشعرا بهار  | علی اکبر شهنازی  | ۰۵:۲۲            |
| ۱۵.              | «بیات کرد» (غزل شماره ۱۶۹۸)        | مولوی            | داریوش طلایی     | ۰۴:۱۹            |
| ۱۶.              | «تصنیف بهار دلکش» (تصنیف شماره ۳۵) | عارف قزوینی      | عارف قزوینی      | ۰۴:۵۰            |

| بخش دوم: همایون | بخش دوم: همایون               | بخش دوم: همایون | بخش دوم: همایون | بخش دوم: همایون |
| شماره           | نام                           | سراینده         | آهنگساز         | مدت             |
| --------------- | ----------------------------- | --------------- | --------------- | --------------- |
| ۱.              | «پیش‌درآمد همایون»             |                 | داریوش طلایی    | ۰۲:۱۳           |
| ۲.              | «بیداد» (غزل شماره ۱۶۱)       | عطار            | داریوش طلایی    | ۰۲:۵۴           |
| ۳.              | «ادامه درآمد» (غزل شماره ۱۶۱) | عطار            | داریوش طلایی    | ۰۳:۲۱           |
| ۴.              | «کرشمه»                       |                 | داریوش طلایی    | ۰۰:۳۲           |
| ۵.              | «چکاوک (تحریر)»               |                 | داریوش طلایی    | ۰۲:۳۰           |
| ۶.              | «چکاوک (شعر)» (غزل شماره ۱۶۱) | عطار            | داریوش طلایی    | ۰۱:۱۲           |
| ۷.              | «بسته نگار»                   |                 | داریوش طلایی    | ۰۲:۱۴           |
| ۸.              | «بیداد» (غزل شماره ۱۶۱)       | عطار            | داریوش طلایی    | ۰۱:۱۰           |
| ۹.              | «ادامه بیداد» (غزل شماره ۱۶۱) | عطار            | داریوش طلایی    | ۰۱:۴۸           |
| ۱۰.             | «چهارمضراب بیداد»             |                 | داریوش طلایی    | ۰۰:۴۲           |
| ۱۱.             | «اوج»                         |                 | داریوش طلایی    | ۰۲:۴۸           |
| ۱۲.             | «چهار مضراب اوج»              |                 | داریوش طلایی    | ۰۰:۳۹           |
| ۱۳.             | «رضوی» (غزل شماره ۱۶۱)        | عطار            | داریوش طلایی    | ۰۲:۵۹           |
| ۱۴.             | «فرود به همایون»              |                 | داریوش طلایی    | ۰۳:۲۸           |
| ۱۵.             | «تصنیف جلوه گل»               | نورالله همایون  | جواد بدیع‌زاده   | ۰۸:۳۱           |
| مجموع مدت:      | مجموع مدت:                    | مجموع مدت:      | مجموع مدت:      | ۰۱:۱۶:۲۸:       |

### بر سماع تنبور (۱۳۹۰)
آلبوم بر سماع تنبور در ۲۴ اسفند ۱۳۹۰ با آهنگسازی کیخسرو پورناظری، تهمورس پورناظری و سهراب پورناظری بر روی اشعاری از مولوی و سلمان ساوجی با اجرای گروه شمس توسط مؤسسه ایران گام منتشر شد.
| شماره      | نام                              | سراینده     | آهنگساز         | تنظیم کننده     | مدت      |
| ---------- | -------------------------------- | ----------- | --------------- | --------------- | -------- |
| ۱.         | «پیشواز»                         |             | تهمورس پورناظری |                 | ۰۲:۴۹    |
| ۲.         | «آن سو مرو» (غزل شماره ۱۸۰۶)     | مولوی       | تهمورس پورناظری |                 | ۰۷:۴۴    |
| ۳.         | «بر سماع»                        |             | سهراب پورناظری  |                 | ۰۳:۳۵    |
| ۴.         | «در کوی عشق» (غزل شماره ۱۵۵)     | سلمان ساوجی | سهراب پورناظری  |                 | ۰۶:۵۶    |
| ۵.         | «تک نوازی تنبور»                 |             | کیخسرو پورناظری |                 | ۰۲:۵۷    |
| ۶.         | «آوازی برای تو» (غزل شماره ۲۱۶۳) | مولوی       |                 | تهمورس پورناظری | ۰۲:۰۳    |
| ۷.         | «پیش‌درآمد برای تو»               |             | کیخسرو پورناظری |                 | ۰۳:۳۵    |
| ۸.         | «برای تو» (غزل شماره ۲۱۶۳)       | مولوی       | کیخسرو پورناظری |                 | ۰۹:۳۴    |
| ۹.         | «تک نوازی تنبور»                 |             | تهمورس پورناظری |                 | ۰۲:۱۹    |
| ۱۰.        | «آواز عاشقی» (غزل شماره ۱۵۳۲)    | مولوی       |                 | تهمورس پورناظری | ۰۱:۵۵    |
| ۱۱.        | «تا عاشقی» (غزل شماره ۱۵۳۲)      | مولوی       | کیخسرو پورناظری |                 | ۰۹:۱۳    |
| ۱۲.        | «تک نوازی تنبور»                 |             | سهراب پورناظری  |                 | ۰۳:۶     |
| ۱۳.        | «آواز این کیست» (غزل شماره ۲۳۳۶) | مولوی       |                 | تهمورس پورناظری | ۰۲:۴۳    |
| ۱۴.        | «نیمه شبان» (غزل شماره ۲۳۳۶)     | مولوی       | کیخسرو پورناظری |                 | ۰۷:۴۰    |
| مجموع مدت: | مجموع مدت:                       | مجموع مدت:  | مجموع مدت:      | مجموع مدت:      | ۰۱:۰۷:۰۰ |

### حریق خزان (۱۳۹۱)
آلبوم حریق خزان در تیر ۱۳۹۱ با آهنگسازی مهیار علیزاده بر روی اشعاری از فریدون مشیری و هوشنگ ابتهاج توسط مؤسسه آوای باربد منتشر و در مجموع با استقبال‌های خوبی مواجه شد به‌طوری که در زمان انتشار جزو پرفروش‌ترین آلبوم‌های سال ۹۱ قرار گرفت. این آلبوم همچنین در نخستین جشن سالانه موسیقی ما به عنوان آلبوم برگزیده در شاخه موسیقی سنتی (بخش کارشناسی) شناخته شد.
| شماره      | نام              | سراینده      | مدت   |
| ---------- | ---------------- | ------------ | ----- |
| ۱.         | «حریق خزان»      | فریدون مشیری | ۰۵:۲۷ |
| ۲.         | «ارغوان»         | هوشنگ ابتهاج | ۰۵:۰۴ |
| ۳.         | «آواز بی‌قرار»    | هوشنگ ابتهاج | ۰۸:۳۶ |
| ۴.         | «آخرین جرعهٔ جام» | فریدون مشیری | ۴:۳۶  |
| ۵.         | «خاطرات»         |              | ۳:۵۸  |
| ۶.         | «دلی در آتش»     | هوشنگ ابتهاج | ۰۵:۵۳ |
| ۷.         | «زندگی، رنگ»     |              | ۰۵:۰۱ |
| مجموع مدت: | مجموع مدت:       | مجموع مدت:   | ۳۸:۳۷ |

### هم آواز پرستوهای آه (۱۳۹۱)
آلبوم هم آواز پرستوهای آه در ۱۸ اسفند ۱۳۹۱ یا آهنگسازی سیاوش ولی پور بر روی اشعاری از مهدی اخوان ثالث با اجرای گروه بامداد توسط مؤسسه نقطه تعریف منتشر شد.
| شماره      | نام           | سراینده         | مدت   |
| ---------- | ------------- | --------------- | ----- |
| ۱.         | «گذر»         |                 | ۰۴:۱۴ |
| ۲.         | «چاوشی»       | مهدی اخوان ثالث | ۰۷:۱۱ |
| ۳.         | «عود»         |                 | ۰۳:۱۰ |
| ۴.         | «آخر شاهنامه» | مهدی اخوان ثالث | ۰۷:۲۶ |
| ۵.         | «واگویه»      |                 | ۰۲:۰۴ |
| ۶.         | «آواز کرک»    | مهدی اخوان ثالث | ۰۴:۵۳ |
| ۷.         | «دمادم»       |                 | ۰۱:۳۰ |
| ۸.         | «خاموشی»      | مهدی اخوان ثالث | ۰۳:۴۶ |
| ۹.         | «اندوه»       |                 | ۰۳:۵۲ |
| ۱۰.        | «یک اتفاق»    | مهدی اخوان ثالث | ۰۸:۱۰ |
| ۱۱.        | «چه می‌کنی؟»   |                 | ۰۵:۲۰ |
| ۱۲.        | «راهی»        | مهدی اخوان ثالث | ۰۱:۰۷ |
| مجموع مدت: | مجموع مدت:    | مجموع مدت:      | ۵۲:۴۱ |

### ای باران (۱۳۹۱)
این آلبوم به‌طور غیررسمی و مجازی منتشر شد و در سال ۹۵ با عنوان «من عاشق چشمت شدم» به‌طور رسمی و فیزیکی منتشر گردید. قطعات آلبوم مجموعه ای از همکاری‌های وی با فردین خلعتبری و افشین یداللهی است.
| شماره      | نام             | سراینده       | آهنگساز             | مدت   |
| ---------- | --------------- | ------------- | ------------------- | ----- |
| ۱.         | «زندگی»         | جمشید شیبانی  | غلامحسین مین باشیان | ۰۳:۰۱ |
| ۲.         | «روایت انسان»   | افشین یداللهی | فردین خلعتبری       | ۰۵:۴۸ |
| ۳.         | «یار تو هستم»   | افشین یداللهی | فردین خلعتبری       | ۰۳:۵۱ |
| ۴.         | «سایهٔ خورشید»   | افشین یداللهی | فردین خلعتبری       | ۰۲:۱۴ |
| ۵.         | «مدار صفر درجه» | افشین یداللهی | فردین خلعتبری       | ۰۳:۴۸ |
| ۶.         | «چله عشق»       | افشین یداللهی | فردین خلعتبری       | ۰۶:۳۴ |
| ۷.         | «ای باران»      | فردین خلعتبری | فردین خلعتبری       | ۰۵:۰۸ |
| ۸.         | «جام عاشقی»     | فردین خلعتبری | فردین خلعتبری       | ۰۳:۲۱ |
| مجموع مدت: | مجموع مدت:      | مجموع مدت:    | مجموع مدت:          | ۳۳:۵۰ |

### ری تا روم (۱۳۹۲)
آلبوم ری تا روم (به انگلیسی: Rey To Roum) در ۲۹ دی ۱۳۹۲ با آهنگسازی سعید نایب محمدی، Sayfuddin Othman Oghlou, Yasari Assem Orsouy وJusto Fernández El Tuto با اشعاری از خیام، سید عبدالرضا موسوی طبری، دهقان سامانی، مولانا، Nahid Helmi Ozeren توسط مؤسسهٔ آوای باربد منتشر شد.
| شماره | نام                           | سراینده                        | آهنگساز                                       | خواننده        | مدت   |
| ----- | ----------------------------- | ------------------------------ | --------------------------------------------- | -------------- | ----- |
| ۱.    | «Tehran» (رباعی شماره ۶۴ ۸۷)  | خیام / سید عبدالرضا موسوی طبری | سعید نایب محمدی                               | علیرضا قربانی  | ۱۵:۰۲ |
| ۲.    | «Rey»                         | دهقان سامانی                   | سعید نایب محمدی                               | عباس قربانی    | ۱۱:۴۴ |
| ۳.    | «Damascus»                    | مولوی                          | سعید نایب محمدی                               | Mustafa Kareem | ۱۲:۱۸ |
| ۴.    | «Huzzam Pishrow»              |                                | Sayfuddin Othman Oghlou                       |                | ۰۳:۵۷ |
| ۵.    | «Taqsim Oud, Kemenche, Voice» |                                | Mustafa Selçuk Erarslan \ Bekir Şahin Baloğlu | Ersin Çelik    | ۰۳:۱۷ |
| ۶.    | «Şarki»                       | Nahid Helmi Ozeren             | Yasari Assem Orsouy                           | Ersin Çelik    | ۰۵:۰۶ |
| ۷.    | «Andalusia»                   | خیام                           | Justo Fernández El Tuto / سعید نایب محمدی     | Joachin Gomez  | ۰۸:۴۳ |

### رفتم و بار سفر بستم (۱۳۹۳)
آلبوم رفتم و بار سفر بستم در ۳ تیر ۱۳۹۳ با آهنگسازی علی تجویدی و تنظیم کامبیز روشن روان بر روی اشعاری از نواب صفا، پرویز وکیلی، بیژن ترقی و رهی معیری توسط انتشارات آوای باربد منتشر شد. این قطعات همگی بازخوانی آثار علی تجویدی هستند.
| شماره      | نام                   | سراینده     | مدت   |
| ---------- | --------------------- | ----------- | ----- |
| ۱.         | «رفتم و بار سفر بستم» | نواب صفا    | ۰۵:۴۳ |
| ۲.         | «بگو چه کنم»          | پرویز وکیلی | ۰۶:۱۹ |
| ۳.         | «حق ناشناس»           | بیژن ترقی   | ۰۸:۰۴ |
| ۴.         | «مناجات»              | بیژن ترقی   | ۱۱:۱۳ |
| ۵.         | «تذرو»                | بیژن ترقی   | ۰۹:۴۸ |
| ۶.         | «دیدی که رسوا شد دلم» | رهی معیری   | ۰۷:۱۴ |
| مجموع مدت: | مجموع مدت:            | مجموع مدت:  | ۵۰:۰۰ |

### قطره‌های باران (۱۳۹۳)
آلبوم قطره‌های باران در سال ۱۳۸۷ با آهنگسازی کیخسرو پورناظری، سهراب پورناظری و تهمورس پورناظری تولید شد ولی به‌طور رسمی منتشر نشد. در سال ۱۳۹۳ و در پی انتشار آن توسط انتشارات سروش، قطعات بر اساس کنسرت‌های مشترک گروه شمس و وی در سال ۱۳۸۹ مجدداً بازسازی، ضبط و تنظیم و توسط انتشارت ایران گام در ۱۰ بهمن منتشر شد و نیز جزو پرفروش‌ترین آلبوم‌های سال ۹۳ قرار گرفت. این آلبوم همچنین در سومین جشن سالانه موسیقی ما، برنده تندیس طلایی بهترین آلبوم موسیقی اصیل و معاصر ایرانی (بخش کارشناسی) و جایزه باربد بهترین خواننده سی و یکمین جشنواره موسیقی فجر شد.
| شماره      | نام                                 | سراینده        | آهنگساز                 | تنظیم کننده     | مدت   |
| ---------- | ----------------------------------- | -------------- | ----------------------- | --------------- | ----- |
| ۱.         | «قطره‌های باران»                     | پرتو کرمانشاهی | تهمورس پورناظری         | سهراب پورناظری  | ۰۵:۵۵ |
| ۲.         | «در زیر چتر باران»                  | پرتو کرمانشاهی | تهمورس پورناظری         | تهمورس پورناظری | ۰۲:۰۱ |
| ۳.         | «تا بیکران»                         | پرتو کرمانشاهی | تهمورس پورناظری         | تهمورس پورناظری | ۰۵:۴۶ |
| ۴.         | «پرتو باران»                        | پرتو کرمانشاهی |                         |                 | ۰۱:۳۳ |
| ۵.         | «تکنوازی سه‌تار»                     |                | سهراب پورناظری          |                 | ۰۲:۲۶ |
| ۶.         | «آواز باران»                        | پرتو کرمانشاهی | تهمورس پورناظری         |                 | ۰۳:۳۲ |
| ۷.         | «سلسله‌دار»                          | پرتو کرمانشاهی | کیخسرو پورناظری         | سهراب پورناظری  | ۰۷:۳۱ |
| ۸.         | «جان و جهان» (غزل شماره ۵۵۱ ۲۱)     | مولانا         | تهمورس پورناظری         | سهراب پورناظری  | ۰۶:۳۷ |
| ۹.         | «نقش فرش دل»                        | محمدعلی بهمنی  | کیخسرو پورناظری         | سهراب پورناظری  | ۰۳:۳۰ |
| ۱۰.        | «عاشقان» (غزل شماره ۲۱۳۰)           | مولانا         | تهمورس پورناظری         | سهراب پورناظری  | ۰۶:۱۵ |
| ۱۱.        | «رامشگر» (رباعی شماره ۱۱۶۷ ۱۱۶۸۳۲۶) | مولانا         | تهمورس و سهراب پورناظری |                 | ۰۹:۲۸ |
| ۱۲.        | «ای دل» (غزل شماره ۱۷۹۷)            | مولانا         | براساس ملودی حمید متبسم | تهمورس پورناظری | ۰۵:۱۴ |
| مجموع مدت: | مجموع مدت:                          | مجموع مدت:     | مجموع مدت:              | مجموع مدت:      | ۵۹:۵۳ |

### سودایی (۱۳۹۴)
آلبوم سودایی (به فرانسوی: Eperdument... Chants d'amour persans) در ۳۰ اردیبهشت ۱۳۹۴ با آهنگسازی سامان صمیمی بر روی اشعاری از ابوسعید ابوالخیر، مولوی، محمدرضا شفیعی کدکنی، فریدون مشیری و عارف قزوینی توسط کمپانی Accords croises در فرانسه منتشر شد. قطعات این آلبوم در دستگاه همایون ساخته شدند.
| شماره      | نام                                   | سراینده          | آهنگساز     | مدت      |
| ---------- | ------------------------------------- | ---------------- | ----------- | -------- |
| ۱.         | «دلدار» (غزل شماره ۱۷۸۵)              | مولوی            | سامان صمیمی | ۰۵:۱۲    |
| ۲.         | «مناجات» (غزل شماره ۱۹۶۵)             | مولوی            | سامان صمیمی | ۰۷:۵۸    |
| ۳.         | «مناجات (سوییت)»                      |                  | سامان صمیمی | ۰۲:۴۴    |
| ۴.         | «آه شبانه»                            | شفیعی کدکنی      | سامان صمیمی | ۰۶:۴۶    |
| ۵.         | «مقدمه آفرینش»                        |                  | سامان صمیمی | ۰۴:۳۳    |
| ۶.         | «آفرینش» (رباعی شماره ۶۷۶ ۷۰۸ ۳۷۳ ۲۰) | ابوسعید ابوالخیر | سامان صمیمی | ۰۸:۱۷    |
| ۷.         | «بیداد»                               | مولوی            | سامان صمیمی | ۱۰:۱۰    |
| ۸.         | «تنها»                                | فریدون مشیری     | سامان صمیمی | ۰۶:۰۱    |
| ۹.         | «افشاری» (تصنیفها: شماره ۴)           | عارف قزوینی      | عارف قزوینی | ۰۸:۲۴    |
| مجموع مدت: | مجموع مدت:                            | مجموع مدت:       | مجموع مدت:  | ۰۱:۰۰:۰۹ |

### من عاشق چشمت شدم (۱۳۹۴)
آلبوم من عاشق چشمت شدم در ۲۷ آذر ۱۳۹۵ با آهنگسازی فردین خلعتبری بر روی اشعاری از افشین یداللهی، فردوسی و خود وی با اجرای ارکستر مجلسی ایرانیان به رهبری بردیا کیارس (قطعات ۲٬۴٬۶ و ۸) توسط مؤسسه آوای باربد منتشر شد و جزو پرفروش‌ترین آلبوم‌های سال ۹۵ قرار گرفت. این آلبوم همچنین برنده جایزه باربد بهترین خواننده موسیقی ایرانی با کلام سی و دومین جشنواره موسیقی فجر شد. قطعات این آلبوم عمدتاً تیتراژهای سریال هستند.
| شماره      | نام                                                        | سراینده       | مدت   |
| ---------- | ---------------------------------------------------------- | ------------- | ----- |
| ۱.         | «من عاشق چشمت شدم» (تیتراژ سریال مدار صفر درجه)            | افشین یداللهی | ۰۳:۴۸ |
| ۲.         | «مهتاب تر از باران (اجرای زنده)» (تیتراژ سریال سایه آفتاب) | افشین یداللهی | ۰۳:۰۵ |
| ۳.         | «ای باران» (از سریال مدار صفر درجه)                        | فردین خلعتبری | ۰۵:۴۸ |
| ۴.         | «عقل و جنون (اجرای زنده)» (تیتراژ سریال شب دهم)            | افشین یداللهی | ۰۵:۰۲ |
| ۵.         | «جام عاشقی» (تیتراژ سریال راستش را بگو)                    | فردین خلعتبری | ۰۲:۰۹ |
| ۶.         | «چله عشق (اجرای زنده)»                                     | افشین یداللهی | ۰۶:۲۱ |
| ۷.         | «کنار تو هستم»                                             | افشین یداللهی | ۰۳:۵۵ |
| ۸.         | «ایران (اجرای زنده)»                                       | فردوسی        | ۰۴:۱۴ |
| مجموع مدت: | مجموع مدت:                                                 | مجموع مدت:    | ۳۴:۲۴ |

### دخت پری‌وار (۱۳۹۴)
آلبوم دخت پری‌وار در ۱۵ اسفند ۱۳۹۴ با آهنگسازی مهیار علیزاده بر روی اشعاری از سعدی، عطار نیشابوری، فخرالدین عراقی، فریدون مشیری، هوشنگ ابتهاج، قیصر امین پور، محمدعلی بهمنی، محمد علی اسلامی ندوشن و علیرضا کلیایی توسط مؤسسه آهنگ اشتیاق منتشر گردید. این دومین همکاری وی با مهیار علیزاده پس از آلبوم حریق خزان است. قطعه پرده نشین از این آلبوم برنده تندیس طلایی بهترین قطعهٔ سنتی و معاصر ایرانی خارج از آلبوم سومین جشن خانه موسیقی ما شد.
| شماره      | نام                                         | سراینده              | مدت   |
| ---------- | ------------------------------------------- | -------------------- | ----- |
| ۱.         | «پرده نشین» (تیتراژ انتهایی سریال پرده‌نشین) | محمد علی بهمنی       | ۰۴:۲۳ |
| ۲.         | «دریای بی پایان» (غزل شماره ۴۱۴)            | سعدی                 | ۰۴:۴۸ |
| ۳.         | «مرثیه»                                     |                      | ۰۵:۲۳ |
| ۴.         | «دوستت دارم»                                | قیصر امین پور        | ۰۳:۴۳ |
| ۵.         | «عتاب یار» (غزل شماره ۲۱۹)                  | فخرالدین عراقی       | ۰۶:۵۱ |
| ۶.         | «نگاه»                                      | علیرضا کلیایی        | ۰۷:۰۰ |
| ۷.         | «راز»                                       |                      | ۰۳:۱۲ |
| ۸.         | «دلتنگ»                                     | فریدون مشیری         | ۰۳:۵۰ |
| ۹.         | «صبح آزادی»                                 | هوشنگ ابتهاج         | ۰۹:۰۱ |
| ۱۰.        | «گمگشته»                                    |                      | ۰۱:۴۷ |
| ۱۱.        | «سودای عاشقی» (غزل شماره ۵)                 | عطار نیشابوری        | ۰۳:۲۷ |
| ۱۲.        | «دخت پری وار»                               | محمدعلی اسلامی ندوشن | ۰۴:۵۲ |
| مجموع مدت: | مجموع مدت:                                  | مجموع مدت:           | ۵۸:۲۱ |

### آلبوم کنسرت حریق خزان (۱۳۹۴)
آلبوم کنسرت حریق خزان در ۲۶ اسفند سال ۱۳۹۴ از کنسرت حریق خزان مهر سال ۱۳۹۲ در تالار وحدت در دو نسخه تصویری و صوتی توسط مؤسسه آوای باربد منتشر شد.
| شماره      | نام                                    | سراینده       | مدت      |
| ---------- | -------------------------------------- | ------------- | -------- |
| ۱.         | «راز»                                  |               | ۰۶:۰۹    |
| ۲.         | «آخرین جرعهٔ جام»                       | فریدون مشیری  | ۴:۲۷     |
| ۳.         | «حریق خزان»                            | فریدون مشیری  | ۲:۴۴     |
| ۴.         | «آواز، پیانو و کمانچه» (غزل شماره ۳۸۷) | سعدی          | ۲:۵۵     |
| ۵.         | «دلی در آتش»                           | هوشنگ ابتهاج  | ۴:۱۷     |
| ۶.         | «آواز بی‌قرار»                          | هوشنگ ابتهاج  | ۳:۰۱     |
| ۷.         | «درد مشترک»                            | احمد شاملو    | ۴:۱۷     |
| ۸.         | «بی خوابی»                             | اخوان ثالث    | ۲:۳۰     |
| ۹.         | «خاطرات»                               |               | ۳:۱۴     |
| ۱۰.        | «ارغوان»                               | هوشنگ ابتهاج  | ۴:۱۲     |
| ۱۱.        | «مرا» (غزل شماره ۵)                    | عطار نیشابوری | ۴:۰۲     |
| ۱۲.        | «ارغوان» (تکرار اجرا)                  | هوشنگ ابتهاج  | ۴:۱۲     |
| مجموع مدت: | مجموع مدت:                             | مجموع مدت:    | ۰۱:۱۴:۵۷ |

### فروغ (۱۳۹۶)
آلبوم فروغ در ۱۰ خرداد ۱۳۹۶ با آهنگسازی سامان صمیمی بر روی اشعاری از فروغ فرخزاد، مولانا، مسعود کلانتری و علیرضا کلیایی توسط مؤسسه آهنگ اشتیاق منتشر شد و نیز جزو پرفروش‌ترین آلبوم‌های سنتی سال ۹۶ قرار گرفت. این آلبوم همچنین برنده جایزه باربد بهترین خواننده موسیقی معاصر با کلام سی و سومین جشنواره موسیقی فجر شد.
| شماره      | نام                                    | سراینده       | مدت   |
| ---------- | -------------------------------------- | ------------- | ----- |
| ۱.         | «عاشقانه»                              | فروغ فرخزاد   | ۰۵:۱۷ |
| ۲.         | «میخانه درافتاده» (غزل شماره ۲۳۲۴ ۷۲۲) | مولانا        | ۰۷:۵۳ |
| ۳.         | «مستانه می‌گریزی»                       | مسعود کلانتری | ۰۴:۲۰ |
| ۴.         | «اشک»                                  | علیرضا کلیایی | ۰۲:۳۳ |
| ۵.         | «شهرهٔ شهر»                             | علیرضا کلیایی | ۰۳:۴۶ |
| ۶.         | «خرقه رقصان» (غزل شماره ۱۹۳۶)          | مولانا        | ۰۸:۴۲ |
| ۷.         | «جام صبوحی» (رباعی شماره ۷۰ ۲۴ ۱۶۴)    | مولانا        | ۰۸:۲۲ |
| ۸.         | «سجدهٔ عقل»                             | علیرضا کلیایی | ۰۳:۲۲ |
| ۹.         | «تا بی‌کران»                            |               | ۰۶:۲۴ |
| ۱۰.        | «فروغ»                                 | فروغ فرخزاد   | ۰۶:۴۲ |
| مجموع مدت: | مجموع مدت:                             | مجموع مدت:    | ۵۷:۴۰ |

### افسانه چشمهایت (۱۳۹۸)
آلبوم افسانه چشمهایت در ۱۹ آبان ۱۳۹۸ با آهنگسازی مهیار علیزاده و به همراه همایون شجریان و با بر روی اشعاری از نیما یوشیج، احمد شاملو، محمدرضا شفیعی کدکنی، سیمین بهبهانی و علیرضا کلیایی توسط مؤسسه آهنگ اشتیاق منتشر شد.
| شماره      | نام               | سراینده                                    | خواننده                       | مدت   |
| ---------- | ----------------- | ------------------------------------------ | ----------------------------- | ----- |
| ۱.         | «افسانه چشم‌هایت»  | علیرضا کلیایی                              | علیرضا قربانی و همایون شجریان | ۰۷:۰۰ |
| ۲.         | «پریشان خیال»     | نیما یوشیج                                 | علیرضا قربانی و همایون شجریان | ۰۹:۱۵ |
| ۳.         | «حیرانی»          | نیما یوشیج                                 | علیرضا قربانی و همایون شجریان | ۰۴:۵۵ |
| ۴.         | «افسوس»           |                                            | علیرضا قربانی                 | ۰۵:۴۰ |
| ۵.         | «بی خوابی»        | مهدی اخوان ثالث                            | علیرضا قربانی و همایون شجریان | ۰۴:۰۷ |
| ۶.         | «به تماشای نگاهت» | علیرضا کلیایی                              | همایون شجریان                 | ۰۴:۰۵ |
| ۷.         | «درد مشترک ۱»     | احمد شاملو                                 | علیرضا قربانی و همایون شجریان | ۰۳:۲۵ |
| ۸.         | «درد مشترک ۲»     | احمد شاملو                                 | علیرضا قربانی و همایون شجریان | ۰۲:۴۰ |
| ۹.         | «درد مشترک ۳»     | احمد شاملو                                 | علیرضا قربانی و همایون شجریان | ۰۱:۴۲ |
| ۱۰.        | «بی‌قرار (شماره۲)» | شفیعی کدکنی / سیمین بهبهانی / هوشنگ ابتهاج | علیرضا قربانی و همایون شجریان | ۰۴:۴۸ |
| مجموع مدت: | مجموع مدت:        | مجموع مدت:                                 | مجموع مدت:                    | ۵۴:۲۹ |

### با من بخوان (۱۳۹۹)
قطعات این آلبوم ابتدا در سال ۹۸ در قالب پروژهٔ با من بخوان و طی چندین کنسرت در شهرهای مختلف کشور اجرا شدند. سپس مجموعه این قطعات به صورت آلبوم با من بخوان در ۲۱ مرداد ۱۳۹۹ با آهنگسازی حسام ناصری بر روی اشعاری از ابوسعید ابوالخیر، اهورا ایمان، مریم مروج، مولوی، محمد ابراهیم جعفری، واقف لاهوری، احمد شاملو و حمید خلف بیگی، احمد امیر خلیلی، حسین منزوی و عارف قزوینی توسط مؤسسه آهنگ اشتیاق منتشر گردید.
| شماره      | نام                                   | سراینده                    | آهنگساز                     | مدت   |
| ---------- | ------------------------------------- | -------------------------- | --------------------------- | ----- |
| ۱.         | «میدانی تو» (رباعی شماره ۵۸۹ ۱۲۲ ۶۰۸) | ابوسعید ابوالخیر           | حسام ناصری                  | ۰۶:۰۵ |
| ۲.         | «عاشقانه نیست»                        | اهورا ایمان                | حسام ناصری                  | ۰۴:۲۷ |
| ۳.         | «دلم گرفته»                           | مریم مروج                  | حسام ناصری                  | ۰۵:۱۹ |
| ۴.         | «آمد خزان» (غزل ۱۷۹۴)                 | مولوی                      | حسام ناصری                  | ۱۱:۰۰ |
| ۵.         | «الله مزار»                           | محمد ابراهیم جعفری         | بر اساس موسیقی محلی خراسانی | ۰۵:۰۶ |
| ۶.         | «بوی گیسو»                            | واقف لاهوری                | علیرضا قربانی               | ۰۴:۵۳ |
| ۷.         | «روزگار غریب»                         | احمد شاملو / حمید خلف بیگی | حسام ناصری                  | ۰۶:۳۱ |
| ۸.         | «پل»                                  | احمد امیر خلیلی            | حسام ناصری                  | ۰۳:۳۱ |
| ۹.         | «باغ اهورایی»                         | حسین منزوی                 | حسام ناصری                  | ۰۸:۲۴ |
| ۱۰.        | «از خون جوانان وطن» (تصنیف شماره ۱۰)  | عارف قزوینی                | عارف قزوینی                 | ۰۲:۰۱ |
| مجموع مدت: | مجموع مدت:                            | مجموع مدت:                 | مجموع مدت:                  | ۵۷:۰۴ |

### آلبوم صداها و پل‌ها (۱۴۰۰)
آلبوم صداها و پل‌ها (به انگلیسی: The Voices and Bridges) در ۲۵ تیر ۱۴۰۰ با آهنگسازی احسان مطوری بر روی اشعاری از شاعران کهن و معاصر از ایران و جهان منتشر شد. در این آلبوم ۸ خواننده از کشورهای مختلف نیز حضور دارند و بیش از ۶۰ موزیسین از ایران و جهان در ساخت آن همکاری کردند.
این آلبوم توانست به رتبه ۱۳ چارت Classical Crossover Albums سایت بیلبورد و رتبه ۴ چارت World Music Charts Europe راه پیدا کند.
همچنین قطعه El Sueño از این آلبوم نیز برنده دو جایزه آکادمیا ۲۰۱۹ (Akademia Music Awards) و مدال برنز جایزه موسیقی جهانی ۲۰۱۹ (Global Music Awards) شد.
| شماره      | نام                                    | سراینده                                              | خواننده                           | مدت   |
| ---------- | -------------------------------------- | ---------------------------------------------------- | --------------------------------- | ----- |
| ۱.         | «El Sueño» (رؤیا)                      | نیما یوشیج / Jorge Luis Borges                       | علیرضا قربانی / Solange Merdinian | ۰۵:۵۹ |
| ۲.         | «Alnesa Mesli» (زنان مثل من)           | احمد شاملو / Maram Almesri                           | علیرضا قربانی / Maya Hobeika      | ۰۶:۲۴ |
| ۳.         | «Bu Geç Vakit» (دیر است)               | مهدی اخوان ثالث / Nazim Hikmat                       | علیرضا قربانی / Olcay Bayir       | ۰۵:۱۴ |
| ۴.         | «La Cloche Vide» (زنگ خالی)            | حسین منزوی / Pierre Reverdy                          | علیرضا قربانی / Maya Hobeika      | ۰۴:۱۲ |
| ۵.         | «Nil Chashm» (نیل چشم)                 | نیما یوشیج / Kamil Shuttari                          | علیرضا قربانی / Qaiser Nizami     | ۰۵:۴۹ |
| ۶.         | «Nostalgia» (نوستالژی)                 | فروغ فرخزاد / هوشنگ ابتهاج / Margut Bikel / Iqbal    | علیرضا قربانی / Celia Woodsmith   | ۰۷:۱۲ |
| ۷.         | «Nāzninay» (نازنین من)                 | فریدون مشیری / Ibrahim Miskeen                       | علیرضا قربانی / Qaiser Nizami     | ۰۶:۳۵ |
| ۸.         | «The Love Metaphor» (استعاره عشق)      | رودکی / William Shakespeare                          | علیرضا قربانی / Michel Kelly      | ۰۵:۱۴ |
| ۹.         | «Jete Nahi Dibo» (من تو را رها نمی‌کنم) | مولوی / نیما یوشیج / Rabindranath Tagore / Laal Daad | علیرضا قربانی / Bombay Jayashri   | ۰۷:۵۵ |
| مجموع مدت: | مجموع مدت:                             | مجموع مدت:                                           | مجموع مدت:                        | ۵۴:۳۶ |

### راز-آواز (۱۴۰۰)
آلبوم راز-آواز در ۱۶ بهمن ۱۴۰۰ با آهنگسازی حسام ناصری بر روی اشعاری از سعدی، هوشنگ ابتهاج و شهریار منتشر شد. قطعات این آلبوم به ترتیب در دستگاه‌های آواز افشاری و دستگاه نوا، ماهور و دشتی هستند. این آلبوم بخشی کوچکی از یک پروژه با ایده تلفیق آواز ایرانی در دستگاه‌های مختلف با موسیقی غربی است و در آینده به‌طور کامل منتشر خواهد شد.
| شماره      | نام                                              | سراینده      | مدت   |
| ---------- | ------------------------------------------------ | ------------ | ----- |
| ۱.         | «افسانه» (ملحقات و مفردات - تکه ۶ غزل شماره ۵۹۱) | سعدی         | ۰۹:۲۰ |
| ۲.         | «هنوز عشق تو»                                    | هوشنگ ابتهاج | ۰۶:۵۱ |
| ۳.         | «چشمهایش» (غزل شماره ۲۳)                         | شهریار       | ۰۶:۲۵ |
| مجموع مدت: | مجموع مدت:                                       | مجموع مدت:   | ۲۲:۳۶ |

## تک آهنگ‌ها
| عنوان قطعه   | آهنگساز                  | ترانه‌سرا                         | توضیحات                         | منبع    |
| ------------ | ------------------------ | -------------------------------- | ------------------------------- | ------- |
| هوای جنون    | شهرام توکلی              | محمد قهرمان                      |                                 | [ ۱۳۰ ] |
| بی تابی      | محسن حسینی               | فاضل نظری                        |                                 | [ ۱۳۱ ] |
| وطن نامه ۱   | رضا علی پناهی            | فریدون مشیری                     | با اجرای گروه سایه مهر          | [ ۱۳۲ ] |
| وطن نامه ۲   | رضا علی پناهی            | فریدون مشیری                     | با اجرای گروه سایه مهر          | [ ۱۳۳ ] |
| نرو          | فردین خلعتبری            | مسعود کلانتری                    | با احرای آنسامبل ذاستا          | [ ۱۳۴ ] |
| خانه آبی     | پیمان خازنی              | رضا موسوی                        |                                 | [ ۱۳۵ ] |
| فروغ         | سامان صمیمی              | فروغ فرخزاد                      |                                 | [ ۱۳۶ ] |
| نیست شو      | حسام ناصری               | مولانا                           |                                 | [ ۱۳۷ ] |
| عاشقانه نیست | حسام ناصری               | اهورا ایمان                      |                                 | [ ۱۳۸ ] |
| الله مزار    | حسام ناصری               | محمد ابراهیم جعفری               | بر اساس موسیقی محلی خراسانی     | [ ۱۳۹ ] |
| بوی گیسو     | علیرضا قربانی            | واقف لاهوری                      |                                 | [ ۱۴۰ ] |
| روزگار غریب  | حسام ناصری               | احمد شاملو مسعود خلف بیگی        |                                 | [ ۱۴۱ ] |
| El Sueño     | احسان مطوری              | نیما یوشیج Jorge L. Borges       | به همراه Solange Merdinian      | [ ۱۴۲ ] |
| Nāzninay     | احسان مطوری              | فریدون مشیری William Shakespeare | به همراه Qaiser Nizami          | [ ۱۴۳ ] |
| Rabābi       | حسام ناصری ماهان میراراب | مولانا                           | به همراه عالیم قاسمف            | [ ۱۴۴ ] |
| از هوش می‌روم | آرش گوران                | رضا براهنی                       | با اجرای ارکستر فلارمونیک تهران | [ ۱۴۵ ] |
| عروج         | حسام ناصری               | ابوسعید ابوالخیر                 | به همراه گروه سه‌نوازی جبران     | [ ۱۴۶ ] |

## سریال
| عنوان سریال             | نوع                       | آهنگساز                     | ترانه‌سرا              | منبع            |
| ----------------------- | ------------------------- | --------------------------- | --------------------- | --------------- |
| کیف انگلیسی (۱۳۷۸)      | تصنیف گشته خزان نوبهار من | فرهاد فخرالدینی             |                       | [ ۳ ]           |
| روشن‌تر از خاموشی (۱۳۸۲) | تیتراژ پایانی             | فرهاد فخرالدینی             | ملاصدرا               | [ ۱۴۷ ] [ ۱۴۸ ] |
| شب دهم (۱۳۸۱)           | تیتراژ پایانی             | فردین خلعتبری               | افشین یداللهی         | [ ۱۴۹ ]         |
| شب دهم (۱۳۸۱)           | آواز یک شب دلی            |                             | افشین یداللهی         | [ ۱۴۹ ]         |
| سایه آفتاب (۱۳۸۳)       | تیتراژ پایانی             | فردین خلعتبری               | افشین یداللهی         | [ ۱۵۰ ]         |
| مدار صفر درجه (۱۳۸۶)    | تیتراژ پایانی             | فردین خلعتبری               | افشین یداللهی         | [ ۱۵۱ ]         |
| مدار صفر درجه (۱۳۸۶)    | قطعه ای باران             | فردین خلعتبری               | فردین خلعتبری         | [ ۱۵۲ ]         |
| وضعیت سفید (۱۳۹۰)       | تیتراژ پایانی             | سهراب پورناظری              | محمد علی بهمنی        | [ ۱۵۳ ]         |
| وضعیت سفید (۱۳۹۰)       | آواز ای ساربان آهسته ران  | آواز ای ساربان آهسته ران    | سعدی                  | [ ۱۵۴ ]         |
| راستش را بگو (۱۳۹۱)     | تیتراژ پایانی             | فردین خلعتبری               | افشین یداللهی         | [ ۱۵۵ ]         |
| سال‌های ابری (۱۳۹۱)      | تیتراژ پایانی             | فردین خلعتبری               | افشین یداللهی         | [ ۱۵۶ ]         |
| پرده‌نشین (۱۳۹۳)         | تیتراژ پایانی             | مهیار علیزاده               | محمدعلی بهمنی         | [ ۱۵۷ ]         |
| پرده‌نشین (۱۳۹۳)         | قطعه تابلوی شماره یک      | مهیار علیزاده               | حسین منزوی سیف فرغانی | [ ۱۵۸ ]         |
| پرده‌نشین (۱۳۹۳)         | قطعه تابلوی شماره دو      | مهیار علیزاده               | علیرضا کلیایی         | [ ۱۵۹ ]         |
| کیمیا (۱۳۹۴)            | تیتراژ پایانی             | آرمان موسی‌پور               | مسعود کلانتری         | [ ۱۶۰ ]         |
| کیمیا (۱۳۹۴)            | قطعه ای توبه‌ام شکسته      | آرمان موسی‌پور               | مولانا                | [ ۱۶۱ ]         |
| تنهایی لیلا (۱۳۹۴)      | تیتراژ پایانی             | کارن همایونفر احسان بیرقدار | حسین منزوی            | [ ۱۶۲ ]         |
| شهرزاد (۱۳۹۴)           | تیتراژ پایانی             | فردین خلعتبری               | افشین یداللهی         | [ ۱۶۳ ] [ ۱۶۴ ] |
| عقیق (۱۳۹۶)             | تیتراژ پایانی             | علیرضا قربانی               | مسعود کلانتری         | [ ۱۶۵ ]         |
| پدر (۱۳۹۷)              | تیتراژ پایانی             | ستار اورکی                  | اهورا ایمان           | [ ۱۶۶ ]         |
| پدر (۱۳۹۷)              | قطعه لیلا                 | ستار اورکی                  | اهورا ایمان           | [ ۱۶۷ ]         |
| پدر (۱۳۹۷)              | آواز شدم از عشق تو شیدا   | آواز شدم از عشق تو شیدا     | فخرالدین عراقی        | [ ۱۶۸ ]         |
| هم‌گناه (۱۳۹۹)           | تیتراژ پایانی فصل اول     | علیرضا افکاری               | حسین غیاثی            | [ ۱۶۹ ]         |
| هم‌گناه (۱۳۹۹)           | تیتراژ پایانی فصل دوم     | علیرضا افکاری               | حسین غیاثی            | [ ۱۷۰ ]         |
| هم‌گناه (۱۳۹۹)           | قطعه خیال‌خوش              | علیرضا افکاری               | حسین غیاثی            | [ ۱۷۱ ]         |
| بی‌گناه (۱۴۰۱)           | تیتراژ پایانی             | علیرضا افکاری               | حسین غیاثی            | [ ۱۷۲ ]         |

## فیلم سینمایی
| عنوان فیلم              | نوع                           | آهنگساز                       | ترانه‌سرا       | منبع    |
| ----------------------- | ----------------------------- | ----------------------------- | -------------- | ------- |
| ساکن طبقه وسط (۱۳۹۳)    | تیتراژ پایانی                 | مهیار علیزاده                 | هوشنگ ابتهاج   | [ ۱۷۳ ] |
| چهارراه استانبول (۱۳۹۶) | تیتراژ پایانی                 | علیرضا قربانی / سامان صمیمی   | مسعود کلانتری  | [ ۱۷۴ ] |
| چهارراه استانبول (۱۳۹۶) | آواز غم گرد دل پرهنران می‌گردد | آواز غم گرد دل پرهنران می‌گردد | فخرالدین عراقی | [ ۱۷۵ ] |
| سرکوب (۱۳۹۷)            | تیتراژ پایانی                 | آرش گوران                     | هوشنگ ابتهاج   | [ ۱۷۶ ] |
| زعفرانیه ۱۴ تیر (۱۳۹۷)  | تیتراژ پایانی                 | پیمان خازنی                   | محمدعلی بهمنی  | [ ۱۷۷ ] |
| درخت گردو (۱۳۹۸)        | تیتراژ پایانی                 | حبیب خزایی فر                 | روزبه بمانی    | [ ۱۷۸ ] |
| مست عشق (۱۴۰۳)          | تیتراژ پایانی                 | حسام ناصری                    | مولانا         |         |

## مستند
| عنوان مستند                | آهنگساز       | ترانه‌سرا     | منبع            |
| -------------------------- | ------------- | ------------ | --------------- |
| مستند ایران (۱۳۸۹)         | صادق چراغی    | شاعران مختلف | [ ۱۷۹ ]         |
| آخرین روزهای زمستان (۱۳۹۱) | حبیب خزایی فر | عارف قزوینی  | [ ۱۸۰ ]         |
| مشاهیر ایران (۱۳۹۶)        | صادق چراغی    | فردوسی       | [ ۱۸۱ ] [ ۱۸۲ ] |

## دیگر کارها

### برنامه تلویزیونی
| عنوان برنامه                            | آهنگساز       | ترانه‌سرا         | منبع            |
| --------------------------------------- | ------------- | ---------------- | --------------- |
| برنامه سیمرغ (۱۳۹۱)                     | میثم مروستی   | ابوسعید ابوالخیر | [ ۱۸۳ ]         |
| شرح پریشانی (۱۳۹۴)                      | فرید سعادتمند | وحشی بافقی       | [ ۱۸۴ ]         |
| پل فروردین (ویژه برنامه تحویل سال ۱۳۹۸) | حسام ناصری    | احمد امیر خلیلی  | [ ۱۸۵ ] [ ۱۸۶ ] |

### اپرا عروسکی
آواگر نقش حافظ در اپرای حافظ به کارگردانی بهروز غریب‌پور و با آهنگسازی امیر پورخلجی

## نگارخانه

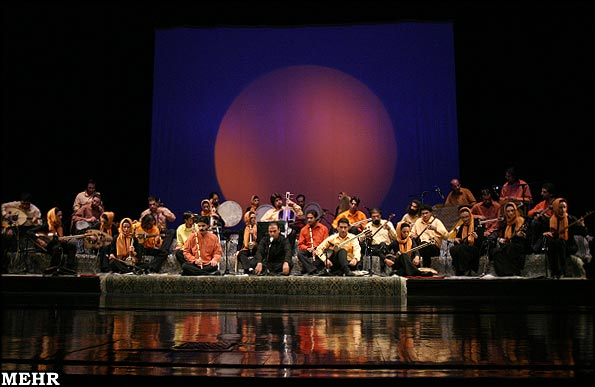
کنسرت گروه خورشید ۳۱ شهریور ۱۳۸۴
مراسم بزرگداشت علی تجویدی به رهبری فرهاد فخرالدینی ۵ اردیبهشت ۱۳۸۵مراسم بزرگداشت علی تجویدی به رهبری فرهاد فخرالدینی ۵ اردیبهشت ۱۳۸۵
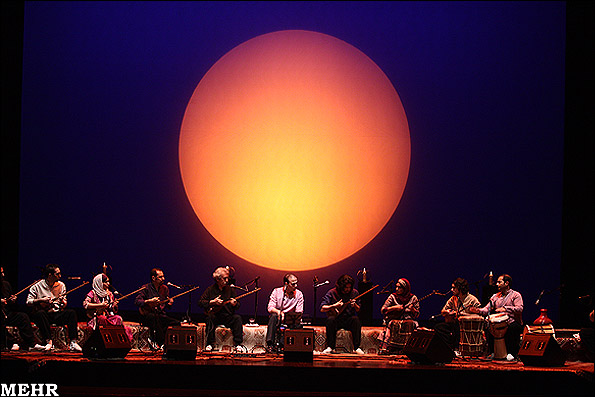
کنسرت بر سماع تنبور گروه شمس ۲۰ شهریور ۱۳۹۰
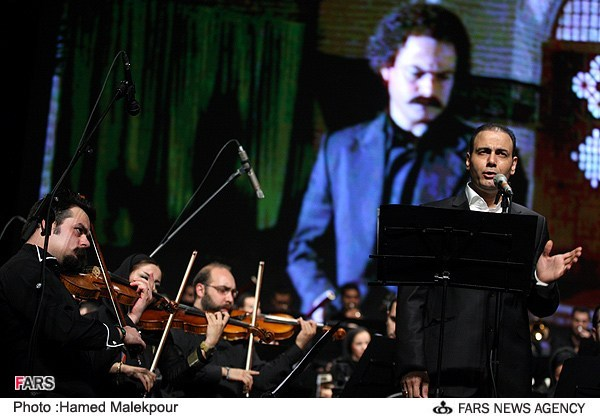
کنسرت شب دهم ۷ مرداد ۱۳۹۱
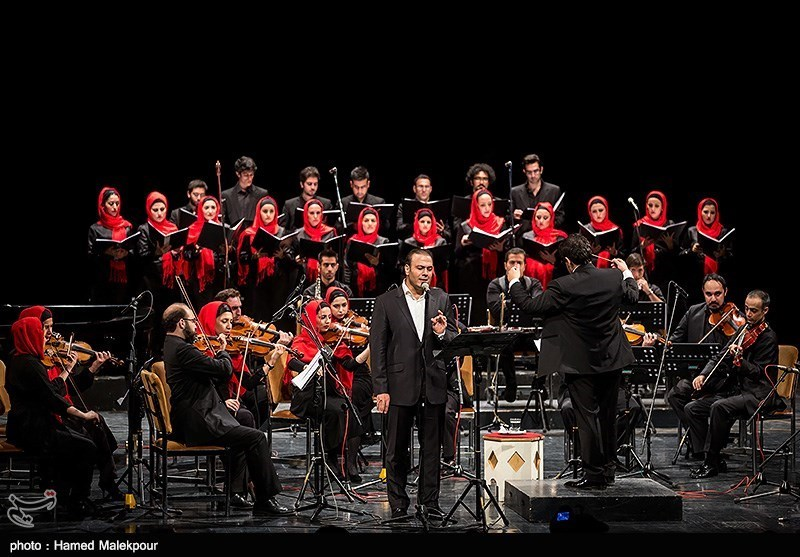
کنسرت حریق خزان ۹ مهر سال ۱۳۹۲